# یکه شاخ
یکه شاخ، روستایی از توابع بخش گرمخان شهرستان بجنورد در استان خراسان شمالی ایران است.

## جمعیت
این روستا در دهستان گرمخان قرار دارد و براساس سرشماری مرکز آمار ایران در سال ۱۳۸۵، جمعیت آن ۱۵۳ نفر (۳۸خانوار) بوده‌است.

## زبان
زبان مردم این روستا کردی است.